# Municipio de Liberty (condado de Kingman)
El municipio de Liberty (en inglés: Liberty Township) es un municipio ubicado en el condado de Kingman en el estado estadounidense de Kansas. En el año 2010 tenía una población de 132 habitantes y una densidad poblacional de 1,41 personas por km².

## Geografía
El municipio de Liberty se encuentra ubicado en las coordenadas 37°25′39″N 98°24′36″O / 37.42750, -98.41000. Según la Oficina del Censo de los Estados Unidos, el municipio tiene una superficie total de 93.92 km², de la cual 93,87 km² corresponden a tierra firme y (0,05 %) 0,04 km² es agua.

## Demografía
Según el censo de 2010, había 132 personas residiendo en el municipio de Liberty. La densidad de población era de 1,41 hab./km². De los 132 habitantes, el municipio de Liberty estaba compuesto por el 99,24 % blancos, el 0,76 % eran afroamericanos. Del total de la población el 0 % eran hispanos o latinos de cualquier raza.